# Emil Frederiksen
Emil Frederiksen (Viborg, 5 settembre 2000) è un calciatore danese, centrocampista dell'Istria 1961.

## Caratteristiche tecniche
È un centrocampista offensivo.

## Carriera

### Club
Cresciuto nel settore giovanile del Viborg, il 16 dicembre viene ceduto a titolo definitivo all'Heerenveen; con il club olandese colleziona alcune convocazioni in panchina in Eredivisie non riuscendo però a debuttare. Il 31 gennaio 2020 viene ceduto in prestito al SønderjyskE con cui esordisce fra i professionisti giocando l'incontro di Superligaen perso 2-1 contro il Nordsjælland. Al termine della stagione viene acquistato a parametro zero dallo stesso club danese, con cui firma un contratto di tre anni e mezzo.
Il 19 luglio 2023 viene ufficializzato il suo trasferimento ai norvegesi del Rosenborg, a cui si lega fino al 31 dicembre 2026.
Il 9 luglio 2025 passa ai croati dell'Istria 1961, per cui firma un contratto triennale.

### Nazionale
Ha giocato nelle nazionali giovanili danesi Under-16, Under-17, Under-18, Under-19 ed Under-21.

## Statistiche
Statistiche aggiornate al 15 febbraio 2021.

### Presenze e reti nei club
| Stagione        | Squadra         | Campionato      | Campionato | Campionato | Coppe nazionali | Coppe nazionali | Coppe nazionali | Coppe continentali | Coppe continentali | Coppe continentali | Altre coppe | Altre coppe | Altre coppe | Totale | Totale | Totale |
| Stagione        | Squadra         | Comp            | Pres       | Reti       | Comp            | Pres            | Reti            | Comp               | Pres               | Reti               | Comp        | Pres        | Reti        | Pres   | Reti   |        |
| --------------- | --------------- | --------------- | ---------- | ---------- | --------------- | --------------- | --------------- | ------------------ | ------------------ | ------------------ | ----------- | ----------- | ----------- | ------ | ------ | ------ |
| 2018-2019       | Heerenveen      | ED              | 0          | 0          | CO              | 0               | 0               |                    | -                  | -                  |             | -           | -           | 0      | 0      |        |
| 2019-gen. 2020  | Heerenveen      | ED              | 0          | 0          | CO              | 0               | 0               |                    | -                  | -                  |             | -           | -           | 0      | 0      |        |
| gen.-giu. 2020  | SønderjyskE     | SL              | 11         | 0          | CD              | 3               | 1               |                    | -                  | -                  |             | -           | -           | 14     | 1      |        |
| 2020-2021       | SønderjyskE     | SL              | 14         | 0          | CD              | 2               | 0               | UEL                | 1                  | 0                  |             | -           | -           | 17     | 0      |        |
| Totale carriera | Totale carriera | Totale carriera | 25         | 0          |                 | 5               | 1               |                    | 1                  | 0                  |             | -           | -           | 31     | 1      |        |

## Palmarès

### Competizioni nazionali
- Coppa di Danimarca: 1

SønderjyskE: 2019-2020